# 7+
7+ (Sieben Plus) est une chaîne de télévision généraliste suisse alémanique commerciale privée.

## Histoire de la chaîne
Le 30 juin 2021, ViacomCBS Networks International et CH Media, détenant notamment les chaînes 3+ à 6+, annoncent un partenariat sur plusieurs années. 
L'accord prévoit que CH Media devienne l'opérateur de la chaîne Nick Schweiz de ViacomCBS qui doit partager ensuite son temps d'antenne en soirée dès 20h15 avec la nouvelle chaîne devant s'appeler 7+ Family et annonce la diffusion prévue pour le 1er octobre 2021. De plus, du nouveau contenu à destination des régions germanophones (Allemagne et Autriche également) doit être produit en Suisse. En retour, ViacomCBS profite de mettre son contenu jeunesse et ses programmes sur la future plateforme devant être créée SVOD OnePlus du groupe CH Media pénétrant ainsi le marché suisse sans investissement technique spécifique supplémentaire tout en permettant à 7+ de diffuser également certains programmes Comedy des chaînes ViacomCBS.

## Organisation

### Dirigeants
Directeurs des programmes :
- Roger Elsener - Managing Director; ce dernier a été longtemps responsable de diverses activités pour Viacom International Media Networks en Suisse entre août 2006 et mars 2012[6].
- Ute von Moers

### Capital
Le capital de la chaîne est annoncé auprès de l'Office fédéral de la communication à hauteur de 1 million de CHF. La chaîne vit des recettes publicitaires et délègue l'organisation de la publicité sur son antenne à Golbach Media.

## Programmes
La programmation de la chaîne se base essentiellement sur des programmes familiaux. Elle est faite de plusieurs émissions diffusées en Allemagne sur Comedy Central avec notamment Standup 3000 et Roast Battle, mais elle diffuse également des dessins animés tels que Les Simpson et des films pouvant être regardés en famille.

## Diffusion
La chaîne est diffusée sur les principaux réseaux du pays dont Salt TV, Sunrise TV, Blue TV et sur le câble. Elle est diffusée dans tout le pays. Elle est également diffusée par satellite Eutelsat Hot Bird 13E.